# Tellina meropsis
Tellina meropsis är en musselart som beskrevs av Dall 1900. Tellina meropsis ingår i släktet Tellina och familjen Tellinidae. Inga underarter finns listade i Catalogue of Life.